# غار چنشت
غار چنشت مربوط به قرن ۵ تا ۹ ه‍.ق است و در شهرستان سربیشه، بخش مود، دهستان نهارجان، روستای چنشت واقع شده و این اثر در تاریخ ۸ بهمن ۱۳۸۵ با شمارهٔ ثبت ۱۷۰۷۶ به‌عنوان یکی از آثار ملی ایران به ثبت رسیده‌است.